# تترا حمراء الزعنفة
تترا حمراء الزعنفة (بالإنجليزية: Bloodfin tetra)، (باللاتينية: Aphyocharax anisitsi)، هي من أسماك المياه العذبة التي تعيش في حوض ريو بارانا بأمريكا الجنوبية. وربو بارانا تمتد من البرازيل إلى الأرجنتين عن طريق برجواى قبل أن يصب في المحيط الأطلسي وهذه المنطقة شبه مدارية حيث تتراوح درجة الحرارة بين 18 إلى 28 درجة مؤوية. تعتبر سمكة البلدفين تترا من الأسماك الجميلة وذاهبة الألوان وهي أيضاً من الأسماك القوية والنشيطة التي يمكن أن تعيش في الأسر لمدة تزيد عن عشرة سنوات مع العناية بها. يجب أن يكون الحوض على الأقل 60 سنتمر طول ويكون حوض مزروع من نابات الجافا سرخس لأنه لا يحتاج إلى إضاءة قوية ويتكاثر في الإضاءة الضعيفة بجانب إنه يساعد على نمو الطحالب التي تكون كغذاء لها.
تأكل الحشرات الصغيرة والنباتات والقشريات والدود الحي بشكل رئيسي، كما تأكل العلف والدود المجفف والعيش والروبيان المجفف. الإناث أكثر سمنة وجسمها أضخم قليلا من الذكور التي تتميز بكثرة ألوانها وفتحة الشرج على هيئة خطاف وهي من الأسماك التي تستطيع تفريخها في الأسر وتضع الأنثى في المرة الواحدة من 300 إلى 500 بيضة.